# Wilhelm Müller (rokometaš)
Wilhelm Müller, nemški rokometaš, * 5. december 1909, Mannheim, † 22. februar 1984.
Leta 1936 je na poletnih olimpijskih igrah v Berlinu v sestavi nemške rokometne reprezentance osvojil zlato olimpijsko medaljo.